# رود اولیا
رود اولیا (انگلیسی: Ulya) یک رودخانه در سرزمین خاباروفسک کشور روسیه است.